# Stenocrobylus junior
Stenocrobylus junior är en insektsart som beskrevs av Boris Petrovich Uvarov 1953. Stenocrobylus junior ingår i släktet Stenocrobylus och familjen gräshoppor. Inga underarter finns listade i Catalogue of Life.